# De Dagrand
De Dagrand is een televisieprogramma op de late avond van jongerenzender TMF.
De Dagrand lijkt op het afterschoolprogramma Re-action, al gaan de onderwerpen in De Dagrand iets verder en duurt de show wat korter. Het programma is interactief: de kijker kan met de webcam rechtstreeks in de uitzending komen om gasten vragen te stellen. De Dagrand heeft iedere avond een andere presentator (vj), te weten Saar Koningsberger, Damien Hope of Valerio Zeno. Naast deze drie vj's werken Miljuschka Witzenhausen, Nikkie Plessen en Soumia Abalhaya mee.
- Maandag: herhaling van de leukste thema's van de week.
- Dinsdag: girlsnight met vj Saar Koningsberger. Hierin staan het mannenlichaam en seks vaak centraal. Er komt ook een seksuoloog langs die informatie over seks geeft.
- Woensdag: De Dagrand volgt direct op Re-action. Twee vj's presenteren het programma samen ergens vanuit Nederland. Kijkers kunnen thuis zelf de vj's uitnodigen.
- Donderdag: mannenavond. Het onderwerp seks staat centraal en vj Damien Hope praat over vrouwen. Het vrouwelijk lichaam wordt dan ook wel iedere avond besproken. Sidekick Dorien-Rose Duinker (Playboy Playmate 2004) is aanwezig om zich iedere uitzending door een kijker te laten fotograferen. In 2007 werd in een van de donderdaguitzendingen een escort verloot aan een kijker.
- Vrijdag: Valerio Zeno sluit de week af met een gast op de bank. Er zijn twee sidekicks: één via de webcam die Zeno aan het begin van de uitzending uitkiest en zijn pop Jan Papiratie. Dit is de enige avond waarop in de studio wordt gefilmd en het onderwerp seks niet per definitie centraal staat.